# Wii (serie di videogiochi)
Wii è una serie di videogiochi iniziata nel 2006 per le console Wii e Wii U che comprende Wii Sports, Wii Play, Wii Fit e altri. In Europa tutti i giochi usciti dalla serie sono dei Touch! Generations.
Dopo la cessazione nel 2014, la serie ha ripreso idealmente nel 2022 con un nuovo nome per Nintendo Switch.

## Sviluppo
La serie è nata con Wii Sports, a sua volta realizzato durante lo sviluppo della console Wii come una demo. I giochi si focalizzano non tanto sulla grafica quanto sul gameplay, utilizzando anche i Mii.
La differenza tra una raccolta di minigiochi e la serie Wii è stata spiegata da Satoru Iwata, ex presidente di Nintendo.

## Giochi
| Titolo n° | Titolo italiano        | Mese e anno di uscita | Stato                            | Multiplayer Online | Note |
| --------- | ---------------------- | --------------------- | -------------------------------- | ------------------ | --- |
| 1         | Wii Sports             | novembre 2006         | Uscito                           | No                 | In bundle con la console Wii (eccetto Corea e Giappone). |
| 2         | Wii Play               | dicembre 2006         | Uscito                           | No                 | In bundle con un Wii Remote. |
| 3         | Wii Fit                | dicembre 2007         | Uscito                           | No                 | In bundle con una Wii Balance Board. |
| 4         | Wii Scacchi            | gennaio 2008          | Uscito                           | Sì                 | Gioco pubblicato solo in Europa (solo versione fisica) e in Giappone (solo versione digitale)                                                                                 |
| 5         | Wii Music              | ottobre 2008          | Uscito                           | Si                 | / |
| 6         | Wii Sports Resort      | giugno 2009           | Uscito                           | No                 | In bundle con il Wii MotionPlus. |
| 7         | Wii Fit Plus           | ottobre 2009          | Uscito                           | No                 | In bundle con o senza una Wii Balance Board. |
| 8         | Wii Party              | luglio 2010           | Uscito                           | No                 | In bundle con un Wii Remote bianco o rosa. |
| 9         | Wii Play: Motion       | giugno 2011           | Uscito                           | No                 | In bundle con un Wii Remote Plus rosso. |
| 10        | Wii Fit U              | ottobre 2013          | Uscito anche in Digital Delivery | No                 | Sul Nintendo eShop è disponibile una versione gratuita per un mese, dalla cui è possibile sbloccare la versione senza limite di tempo acquistando e registrando un Fit Meter. |
| 11        | Wii Party U            | ottobre 2013          | Uscito                           | No                 | In bundle con un Wii Remote Plus bianco e uno stand per posizionare il Wii U GamePad su un tavolo in posizione piana.                                                         |
| 12        | Wii Sports Club        | ottobre 2013          | Uscito                           | Sì                 | In bundle con un Wii MotionPlus bianco, nero o azzurro. |
| 13        | Nintendo Switch Sports | aprile 2022           | Uscito                           | Si                 | Primo gioco della serie a non utilizzare più il marchio "Wii" ma "Nintendo Switch".                                                                                           |

- Wii Sports è una compilation di cinque giochi a tema sportivo: Tennis, Baseball, Golf, Bowling e Pugilato. È incluso in tutto il mondo con il Wii, tranne che nelle Coree e Giappone, venduto separatamente. Supporta il multiplayer sino a 4 giocatori.
- Wii Play include nove minigiochi per imparare ad usare il WiiMote, tutti con un multiplayer a due giocatori: Poligono di Tiro, TrovaMii, Tennis da Tavolo, PosizionaMii, Hockey Laser, Biliardo, Pesca Colorata, Carica! ed All'Attacco!
- Wii Fit, venduto a 90€ se compreso nella Balance Board, include diversi giochi per fare fitness, la maggior parte con il supporto alla Balance Board (inclusa con il gioco).
- Wii Scacchi è basato sul celebre gioco degli Scacchi ed è il primo gioco della serie Wii a supportare la Nintendo Wi-Fi Connection.
- Wii Music è un semplice gioco che permette di simulare, grazie al WiiMote (e, nel caso della batteria, alla Balance Board) vari strumenti musicali (sessanta) senza il bisogno di andare a tempo.
- Wii Sports Resort, il sequel di Wii Sports; è una compilation di dodici giochi sportivi a tema estivo che supportano il Wii MotionPlus (incluso nel gioco). Dei 12 disponibili, il Bowling e il Golf sono importati da Wii Sports.
- Wii Fit Plus è il sequel di Wii Fit, e comprende 55 discipline di fitness ed aerobica, comprese tutte quelle del Fit precedente.
- Wii Party è un party-game simile alla famosa serie Mario Party, in versione Mii. La particolarità di questo gioco è che ci sono dei minigiochi interattivi con l'esterno (il salotto, ad esempio).
- Wii Play: Motion è il seguito di Wii Play, e comprende 12 minigiochi giocabili in varie modalità diverse.
- Wii Fit U è il sequel di Wii Fit Plus con nuovi giochi ed esercizi.
- Wii Party U è il sequel di Wii Party con nuovi minigiochi e modalità che utilizzano il Wii U GamePad.
- Wii Sports Club è il sequel di Wii Sports Resort con nuovi minigiochi e con l'online assente in Wii Sports e anche in Resort (l'online nella serie Wii non si vedeva da Wii Music, uscito nel 2008).
- Nintendo Switch Sports è il successore spirituale di Wii Sports, include sport classici come: Tennis, Bowling, Chanbara, Golf[16] e ne aggiunge di nuovi come: Pallavolo, Calcio e Badminton.